# Asktangara
Asktangara (Piezorina cinerea) är en fågel i familjen tangaror inom ordningen tättingar.

## Utseende och läte
Asktangaran är en finkliknande tätting med kraftig, knubbig näbb. Fjäderdräkten är grå med gul näbb och gula ben. Ungfåglar har mindre svart i ansiktet än adulta. Ben och näbb är också ljusare. Arten liknar lärktangaran, men har knubbigare näbb och saknar dennas bruna streck på ryggen.

## Utbredning och systematik
Fågeln förekommer i kustnära torra områden i nordvästra Peru, från Tumbes till La Libertad. Den placeras som enda art i släktet Piezorina. 

### Familjetillhörighet
Liksom andra finkliknande tangaror placerades denna art tidigare i familjen Emberizidae. Genetiska studier visar dock att den är en del av tangarorna.

## Levnadssätt
Asktangaran är vanligast i öknar med spridda småträd, men kan även tillfälligtvis ses i tätare skog. 

## Status
Arten har ett begränsat utbredningsområde, men beståndet anses vara stabilt. IUCN kategoriserar arten som livskraftig.